# Consiliere
Consilierea este un termen livresc care definește acțiunea de a consilia și rezultatul ei, sfaturi oferite și primite.

### Consiliere psihologică
Consilierea psihologică este o intervenție psihologică în scopul optimizării, autocunoașterii și dezvoltării personale sau în scopul prevenției și remiterii problemelor emoționale, cognitive și de comportament.
Cu alte cuvinte, consilierea psihologică este o intervenție psihologică care se adresează persoanelor aflate în situații de criză, sau care se află în impas în ce privește rezolvarea unor situații din viață personală sau profesională. Persoanele care apelează la consiliere psihologică sunt deci persoane sănătoase, care au totuși nevoie de consiliere pentru a găsi soluții legate de problemele cu care se confruntă. 
În ultimul secol profesia de consilier psihologic a apărut într-o serie de diverse domenii: financiar, de imagine, politic, parental, familial, educațional, sexual, s.a. Aceste tipuri de consiliere psihologică au în comun tratarea unei teme concrete, a unei probleme, așa că putem spune că activitatea de consiliere psihologică merge țintit pe o probleme concrete. 
Consilierea psihologică se adresează adulților, copiilor, adolescenților și vârstnicilor deopotrivă. Consilierea se realizează fie prin consiliere individuală, fie prin consiliere de grup, de exemplu în cadrul grupurilor de suport.
Consilierea psihologică este similară psihoterapiei în multe privințe, însă se adresează în special prevenirii apariției tulburărilor psihologice, în timp ce psihoterapia are o arie mai mare de intervenție, cuprinzând și intervențiile psihologice pentru patologii specifice. Consilierea psihologică urmărește dezvoltarea personală, autocunoașterea și adaptarea cât mai eficientă la mediu prin dezvoltarea unor abilități și capacități. Astfel, consilierea psihologică reprezintă un transfer de informație din domeniul de specialitate și de proceduri pentru că problema concretă să nu mai existe (transmitere de „know how” și „how to do”).
Consilierul este aici psiholog sau medic, având specializare în domeniul consilierii și/sau psihoterapiei. 
Consilierea psihologică necesită o perioada mai scurtă de timp decât psihoterapia, de regulă 6-10 ședințe, și poate avea trei tipuri de beneficiari: indivizi, cupluri și grupuri.

### Tipuri de consiliere după destinatar
În primul rând există consiliere individuală, consiliere de familie și consiliere de cuplu, precum și consiliere de grup.

### Consilieri după domeniul de aplicabilitate
- consiliere psihologică
- consiliere organizațional/consiliere în mediul organizațional
- consiliere vocațională/consiliere a carierei sau orientării profesionale
- consiliere suportivă, de exemplu în cazul bolnavilor terminali
- consiliere pastorală
- consiliere premaritală
- consiliere școlară

### În funcție de metoda implicată se deosebesc
- consiliere de scurtă durată
- consiliere reciprocă sau co-counseling
- parteneriatul de focusing
- consiliere on-line
- consiliere creștină
- consiliere de re-evaluare
- consiliere-intervenție în criză
- consiliere telefonică
- consilierea durerii și doliului
- consiliere relațională
- consiliere de reabilitare
- consiliere centrată pe soluții, etc.

### Oportunitatea de consiliere
Consilierea este indicată atunci când vreți să fiți ascultat, sprijinit și ajutat, când va simțiți izolat de restul lumii, neînțeles și singur, când vreți să va împărtășiți gândurile și sentimentele, când vreți să beneficiați de sfaturi, idei și informații noi, când aveți nevoie de părerea și ajutorul specialiștilor în problemele dvs.
Consilierea premaritală este menită să ajute tinerii care s-au angajat într-o relație de prietenie cu scopul de a porni împreună pe drumul vieții, dedicându-se unul altuia și încheind un legământ prin căsătorie.
Consilierea copilului are scopul de a ajută copilul să depășească diverse momente dificile și să își descopere resursele. Pe parcursul dezvoltării și consolidării personalității copilului au loc multe etape dificile care pot declanșa blocaje emoționale, dificultăți școlare, relații conflictuale, care au asupra lui un impact foarte puternic.Specialiștii noștri asigura copilului, și familiei, suportul emoțional și informațional necesar. 
Consilierea psihologică pentru slăbit se bazează atât pe tehnici cognitiv-comportamentale, cât și pe tehnici de psihoeducatie. 
Consilierea psihologică post-avort se adresează femeilor care au avut o pierdere se sarcina și găsesc dificil să vorbească despre această, au dificultăți de relaționare cu partenerul și/sau copiii, le este greu să fie în preajma femeilor însărcinate sau a copiiilor mici, sau sunt momente în care se gândesc la copilul pe care trebuia să-l fi avut.

### Utilitatea unei consilieri
Consilierea psihologică este utilă în problemele de adaptare școlară, profesională, socială și relațională, în gestionarea conflictelor personale și a conflictelor familiale, în caz de probleme de identitate, pentru rezolvarea de probleme psihologice, pentru dezvoltarea și valorificarea potențialului propriu, a resurselor personale. 
Principalul scop în consilierea psihologică este rezolvarea de probleme emoționale și/sau interpersonale.

### Consilierea carierei
Consilierea carierei înseamnă:
- Cunoașterea mai deplină a aptitudinilor personale, abilităților, deprinderilor sau cunoștințelor;
- Găsirea filierei de educație și formare profesională în consens cu proiectele și resursele lor cu privire la cariere în contexte concrete de viață;
- Identificarea alternativelor ocupaționale complementare structurii lor de interese, aptitudini și caracteristici dominante de personalitate;
- Conturarea pozitivă și realistă a imaginii de sine;
- Identificarea cauzelor, natură și amploarea barierelor/blocajelor decizionale în aria ocupațiilor;
- Maturizarea decizională și a autonomiei în planificarea dezvoltării carierei;
- Compensarea lipsei de informații, a informațiilor incomplete sau eronate și atenuarea stereotipurilor cu privire la lumea muncii;
- Identificarea surselor de insatisfacție profesională, a incompatibilității sau dificultății de relaționare socială și de asumare a diferitelor roluri.

### Beneficii ale serviciilor de consiliere psihologică
- Stare psihologică mai bună, mai confortabilă, tonifiantă și plăcută;
- Un control mai bun al situațiilor, evenimentelor și o influențare a lor în direcția dorită.

### Persoane ajutate prin consilierea psihologica
- Copii care pot avea diferite probleme de adaptare școlară sau de relaționare;
- Adolescenți care se simt dezorientați profesional ori au dificultăți relaționale;
- Părinți care se confruntă cu greutăți în relaționarea cu adolescentul sau copilul lor;
- Adulți care trec prin perioade dificile (presiuni profesionale sau sociale, divorț, stres);
- Membri de familii cu tensiuni în relaționare
- Persoane (indiferent de vârstă) care au nevoie de susținere ori care doresc să facă schimbări importante în viață lor.

### Factori implicați în consiliere și orientare
Principalii factori implicați și cu responsabilități în consiliere și orientare școlară și profesională sunt: școală, familia, unitățile economice, mass-media, alte instituții specializate.
Școala joacă un rol esențial atât prin structurile sale, ciclurile și tipurile de programe, cât și prin diversitatea obiectelor de învățământ, a ariilor curriculare, a acțiunilor specifice de orientare școlară și profesională (ore de dirigenție, activitatea consilierilor și psihopedagogilor).
Familia exercită o influență puternică asupra opțiunilor școlare și profesionale atât prin transferul unor modele ale părinților către urmași, cât și prin proiecția unor ambiții, neîmpliniri către aceștia.
Unitățile economice, prin parteneriatul cu instituțiile de formare a forței de muncă, devin un factor important în determinarea unor opțiuni profesionale atât prin propagandă pe care o fac produselor și producătorilor, cât și prin întâlniri ale elevilor cu specialiști, sponsorizări, burse oferite celor mai buni elevi sau studenți.
Mass-media, prin programele sale educative, prin prezentarea diverselor tipuri de școli și specializări etc., se înscrie în ansamblul factorilor implicați în orientarea școlară și profesională.
Instituțiile specializate cuprind: cabinetele și laboratoarele de orientare școlară și profesională, Institutul de Științe ale Educației, organizațiile de tineret – prin programele „Infotin”, direcții ale muncii și solidarității sociale, iar pe plan internațional – Asociația Internațională de Orientare Școlară și Profesională (Geneva).
Cei doi agenți implicați direct în procesul de consiliere sunt cei doi factori umani: consilierul – ca specialist și, respectiv, „clientul” (elevul, studentul, părinți).